# Sigmund Wilhelm Zimmern
Sigmund Wilhelm Zimmern (* 4. März 1796 in Heidelberg; † 9. Juni 1830 ebenda) war ein deutscher Rechtswissenschaftler. Er war Professor der Rechte an der Universität Heidelberg und der Universität Jena.

## Leben

### Familie
Sigmund Wilhelm kam aus einem jüdischen Elternhaus. Sein Vater David Zimmern (1767–1845) war ein angesehener Handelsmann und Bankier in Heidelberg. Seine Mutter Sara (1777–1832) war die Tochter des Kaufmanns Amschel Moses Flörsheim aus Frankfurt am Main. Sigmund Wilhelms jüngere Schwester Regine Jolberg gründete ein evangelisches Diakonissenhaus und zahlreiche Kindergärten.

### Beruflicher Werdegang
Er wurde zunächst von Hauslehrern unterrichtet und besuchte später das Gymnasium in seiner Geburtsstadt. Im Oktober 1813 begann er ein Jurastudium an der Heidelberger Universität. Im Februar 1817 promovierte er dort mit der Dissertation De juramento diffessionis zum Doktor beider Rechte. Für weitere Studien verbrachte Zimmern ein halbes Jahr in Berlin und ein Jahr in Göttingen. Er habilitierte sich an der Heidelberger Juristischen Fakultät 1818 und erhielt im Mai 1821 den Titel eines großherzoglich badischen Rates.
Im September 1821 trat er in Karlsruhe zur lutherischen Kirche über. Einen Monat später erhielt Zimmern eine ordentliche Professur der Rechte an der Heidelberger Universität. Im Herbst 1826 folgte Zimmern dem Ruf als ordentlicher Professor der Rechte an die Universität Jena. Nach der Ablehnung eines Angebotes an die Breslauer Universität 1827 ernannte man ihn zum akademischen Rat am Oberappellationsgericht in Jena. Im Herbst des folgenden Jahres von einer Reise in seine Heimat krank zurückgekehrt, sah er sich genötigt, im Frühjahr 1829 seine Vorlesungen einzustellen. Zur Genesung beabsichtigte er eine Reise ins südliche Frankreich, allerdings kam er nur bis Heidelberg. Den Winter 1829/1830 verbrachte er auf dem Land und kehrte erst im Frühjahr 1830 nach Heidelberg zurück. Er starb dort am 9. Juni 1830 im Alter von 34 Jahren. Er war Ehrenmitglied der Herzoglich Lateinischen Gesellschaft in Jena.
Zimmern hinterließ ein umfangreiches Schrifttum. Er verfasste, neben zahlreichen Rezensionen und Aufsätzen in verschiedenen Zeitschriften, mehrere zivilrechtliche Werke, die er vor allem im Archiv für die civilistische Praxis veröffentlichte. Von seinem Hauptwerk Geschichte des römischen Privatrechts bis Justinian erschienen 1826 nur der erste Band in zwei Abteilungen und 1829 der dritte Band.

### Ehe und Nachkommen
Sigmund Wilhelm Zimmern heiratete am 26. September 1823 Karoline Walther aus Hanau. Aus der Ehe gingen eine Tochter und ein Sohn hervor.

## Veröffentlichungen (Auswahl)
- De juramento diffessionis. Heidelberg 1817 (Dissertation).
- Das System der römischen Noxalklagen. Heidelberg 1818 (Digitalisat).
- Theses iuris controversi. Heidelberg 1818.
- De Muciana cautione commentatio, quam pro obstinenda facultate legendi in Academia Ruperto-Carolina scripsit (…). Heidelberg 1818 (Habilitationsschrift).
- Römischrechtliche Untersuchungen für Wissenschaft und Ausübung mit Leopold Joseph Neustetel, Heidelberg 1821 (Digitalisat).
- Grundriß des gemeinen in Deutschland geltenden Erbrechts. Heidelberg 1823 (Digitalisat).
- De iudicio, quod vocant rescindente ac rescissorio. Jena 1826 (Digitalisat).
- Geschichte des römischen Privatrechts bis Justinian. Heidelberg 1826 ff.
  - Band 1, Abteilung 1: Geschichte der Quellen und ihrer Bearbeitung. Heidelberg 1826 (Digitalisat).
  - Band 1, Abteilung 2: Geschichte der Rechtslehren. Heidelberg 1826 (Digitalisat).
  - Band 3: Der römische Civilprozeß in geschichtlicher Entwicklung bis auf Justinian. Heidelberg 1829 (Digitalisat).
- Über den Diffessionseid. Augsburg 1835 (dt. Übersetzung der Dissertation)